# Numbers on the Boards
"Numbers on the Boards" é uma música do rapper americano Pusha T de seu primeiro álbum de estúdio My Name Is My Name (2013), a música contém produção de Don Cannon, Kanye West e 88-Keys. Em 10 de maio de 2013, a música foi lançada oficialmente como o segundo single do álbum pela G.O.O.D. Music e pela Def Jam, a música contém samples de "Pots 'N' Pans" de Anthony King e John Matthews, Intro: A Million and One Questions/Rhyme No More de Jay-Z e Shake Your Booty de Bunny Sigler
A canção recebeu elogios da crítica musical. Em 29 de abril de 2013, a Rolling Stone deu à música "Numbers on the Boards" 4 de 5 estrelas, afirmando "A estrela é a batida de Kanye West, um baixo contundente com percussão que soa como varas de bambu em um radiador quebrado. O resultado é algo próximo ao hip-hop perfeito e sem besteiras." Em 9 de maio, o videoclipe da música foi lançado, e contou com aparições de Kanye West e Chief Keef.

## Paradas
| Parada (2013)                     | Posição de Pico |
| --------------------------------- | --------------- |
| Australia Urban (ARIA)            | 28              |
| Mexico Ingles Airplay (Billboard) | 50              |

{{Referências}
1. ↑  «Numbers On The Boards [Explicit]: Pusha T: MP3 Downloads». Amazon. Consultado em 11 de março de 2014
2. ↑  «Pusha T - Numbers on the Boards». Album of The Year (em inglês)
3. ↑  Dolan, Jon (29 de abril de 2013). «Numbers on the Board | Song Reviews». Rolling Stone. Consultado em 25 de agosto de 2013. Arquivado do original em 4 de maio de 2013
4. ↑  «The ARIA Report: Issue 1220 (Week Commencing 15 July 2013)» (PDF). Australian Recording Industry Association. p. 18. Consultado em 10 de dezembro de 2013. Arquivado do original (PDF) em 18 de julho de 2013
5. ↑  «Chart Search | Billboard». www.billboard.com. Arquivado do original em 12 de maio de 2017